# Нові Дергачі (зупинний пункт)
Нові́ Дергачі́  — пасажирський зупинний пункт Харківського залізничного вузла Південної залізниці. Розташована в мікрорайоні Нові Дергачі міста Дергачі. Платформа розміщується між зупинним пунктом Безруківка та залізничною станцією Дергачі. Потяги далекого прямування у тому числі регіональні поїзди, а також деякі приміські електропотяги по платформі зупинки не мають.
Напрямок Харків-Пасажирський — Грани обслуговується Харківським депо РПЧ-1 (електропоїзди ЕР2, ЕР2Р, ЕР2Т).
Відстань до станції Харків-Пасажирський — 15 км.

## Колійний розвиток
Колійного розвитку не має. Платформами обладнано обидві колії.

## Споруди
Будівля вокзалу з касою — з боку колії, що веде на станцію Харків-Пасажирський. У 2011 році було завершено реконструкцію з/пл Нові Дергачі.